# コンテキスト (言語使用)
記号学、言語学、社会学、人類学において、コンテキスト（context、文脈）とは、「焦点となる出来事」を取り囲む対象や実体を指す。これらの分野では通常、何らかのコミュニケーション上の出来事をいう。コンテキストとは「出来事を取り囲み、その適切な解釈のための資源を提供する枠組み」である:2–3。したがって、コンテキストは相対的な概念であり、ある枠組みの中で焦点となる出来事に関してのみ定義可能であり、その枠から独立して定義することはできない。

## 言語学では
19世紀に、言語における最も基本的な原理は文脈性（contextuality）か構成性（compositionality）かという議論があり、通常は構成性が好まれた。言語的文脈（verbal context）とは、ある表現（単語、文、言語行為）を取り囲むテキストや発話のことである。言語的文脈は、表現がどのように理解されるかに影響する。それゆえ、文脈を無視して恣意的な引用をしないという規範がある。現代の言語学の多くは、テキスト、談話、または会話を分析対象としているため、現代の言語的文脈の研究は、談話構造や文間の一貫性関係のような相互関係の分析という形が取られている。
文脈の神経言語学的分析では、パーサーと定義される対話者間の相互作用が、脳内に予測や解釈を反映した反応を引き起こすことを明らかにしている。つまり、相互知識、コテキスト（co-text、文脈や意味を規定する語）、ジャンル、話者、聞き手によって、コンテキストの神経言語学的な構成が作られていると言える。
慣例上、社会言語学における社会的文脈（social contexts）は、階級、性別、年齢、人種といった客観的な社会的変数の観点から定義されてきた。最近では、言語使用者がテキストや会話の中で解釈し表示する社会的アイデンティティの観点から社会的文脈が定義される傾向にある。
言語使用や談話に対する文脈パラメータの影響は、通常、言語変種、文体、使用域（文体論を参照）という観点から研究されている。ここでの基本的な前提は、言語使用者は自身の言語使用の特性（声の抑揚、語彙の選択、構文、その他の定式化の側面）を現在のコミュニケーション状況に適応させるということである。この意味で、言語使用や談話は、ある文脈において多かれ少なかれ「適切（appropriate）」であると表現することができる。

## 言語人類学では
言語人類学における多くの現代的研究の基礎となっているチャールズ・サンダース・パースの記号現象理論では、コンテキストの概念は、パースの三項目の第二項を構成する三種類の記号の一つインデックスを定義するのに不可欠である。インデックスは、そのコンテキスト内のある対象要素を「指示する」ことによって意味を持つ記号であり、インデックス記号は、ある種のコンテキストの枠組み内で共起することによって、その対象と関連付けられる。

## 自然言語処理では
語義曖昧性解消とは、単語が出現するコンテキストから単語の意味を推定する過程をいう。

## 文脈的変数
コミュニケーション・システムは、時間、場所、コミュニケーション上の役割など、特定の物理的およびコミュニケーション的な次元で構造化されたコンテキストを前提としている。

## 参考項目
- 変異的デコーディング（英語版） - メッセージが送信者の意図とは異なる形で解釈される可能性があるという考え方
- 文脈原理（英語版） - 哲学者が「命題の文脈においてのみ意味を求めるべき」と主張する哲学における意味的全体主義の一形態
- 文脈依存言語 - 文脈依存型文法により定義できる形式言語
- 会話のスコアボード（英語版） - 会話のある時点での談話コンテキストを表すタプル
- 直示 - 文脈に依存して指示対象が決まる表現の言語使用
- 不透明な文脈（英語版） - 文の真相を変えることなく「同一指示的」表現（同じ対象を参照する表現）を置き換えることができるとは限らない言語的コンテキスト

## 推薦文献
- For a review of the history of the principle of contextuality in linguistics, see Scholtz, Oliver Robert (1999) Verstehen und Rationalität: Untersuchungen zu den Grundlagen von Hermeneutik und Sprachphilosophie